# Arrondissement Thionville-Ouest
Thionville-Ouest is een voormalig arrondissement van het Franse departement Moselle in de regio Lotharingen.
Het is was van de drie Franse arrondissementen waarvan de hoofdplaats in en ander arrondissement lag. Alle drie werden op 1 januari 2015 opgeheven. In dit geval betrof het de onderprefectuur Thionville, dat in het aangrenzende arrondissement Thionville-Est lag. Thionville-Ouest werd opgeheven, de gemeentes opgenomen in het arrondissement Thionville-Est dat werd hernoemd naar het huidige arrondissement Thionville.
Sinds 1871 was het toenmalige arrondissement Diedenhofen onderdeel van het Bezirk Lothringen van het door het Duitse Keizerrijk geannexeerde Reichsland Elzas-Lotharingen. In 1901 werd het arrondissement naar keizerlijk decreet in een oostelijk, meer landelijk, en een westelijk, meer stedelijk, arrondissement opgedeeld. Deze arrondissementen werden in 1918, aan het einde van de Eerste Wereldoorlog, door Frankrijk geannexeerd. Het arrondissement Thionville-Ouest is blijven bestaan tot het op 1 januari 2015 opging in het huidige arrondissement.

## Kantons
Het arrondissement was samengesteld uit de volgende kantons:
- Kanton Algrange
- Kanton Fameck
- Kanton Florange
- Kanton Fontoy
- Kanton Hayange
- Kanton Moyeuvre-Grande